# Gompholobium glabratum
Gompholobium glabratum là loài cây bụi thuộc họ Đậu, đặc hữu của phía nam miền đông Úc.
Loài này có lá hẹp, hoa nở mùa xuân với mùi hương chanh. Quả dài đến 10 mm.

## Hình ảnh

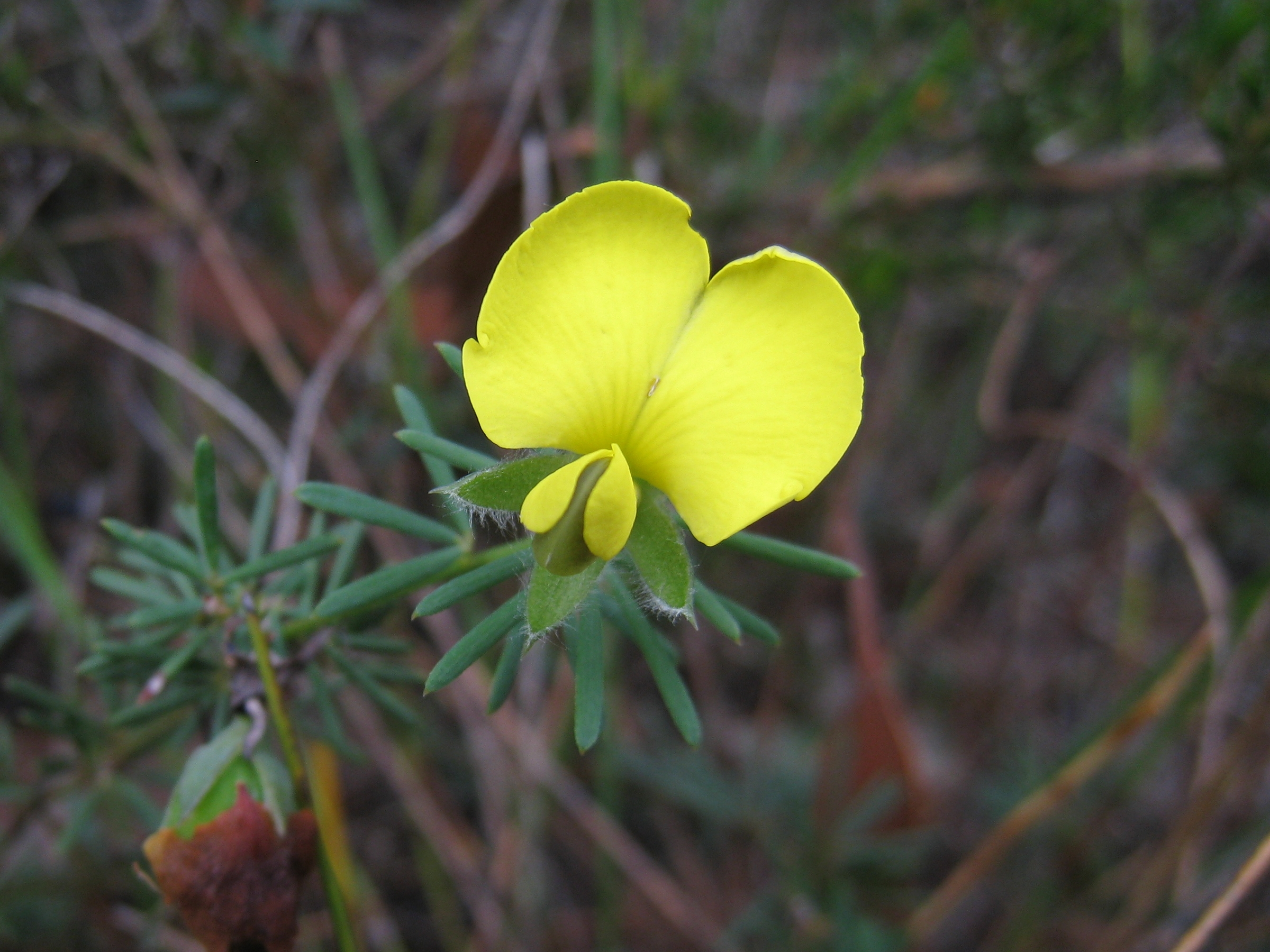
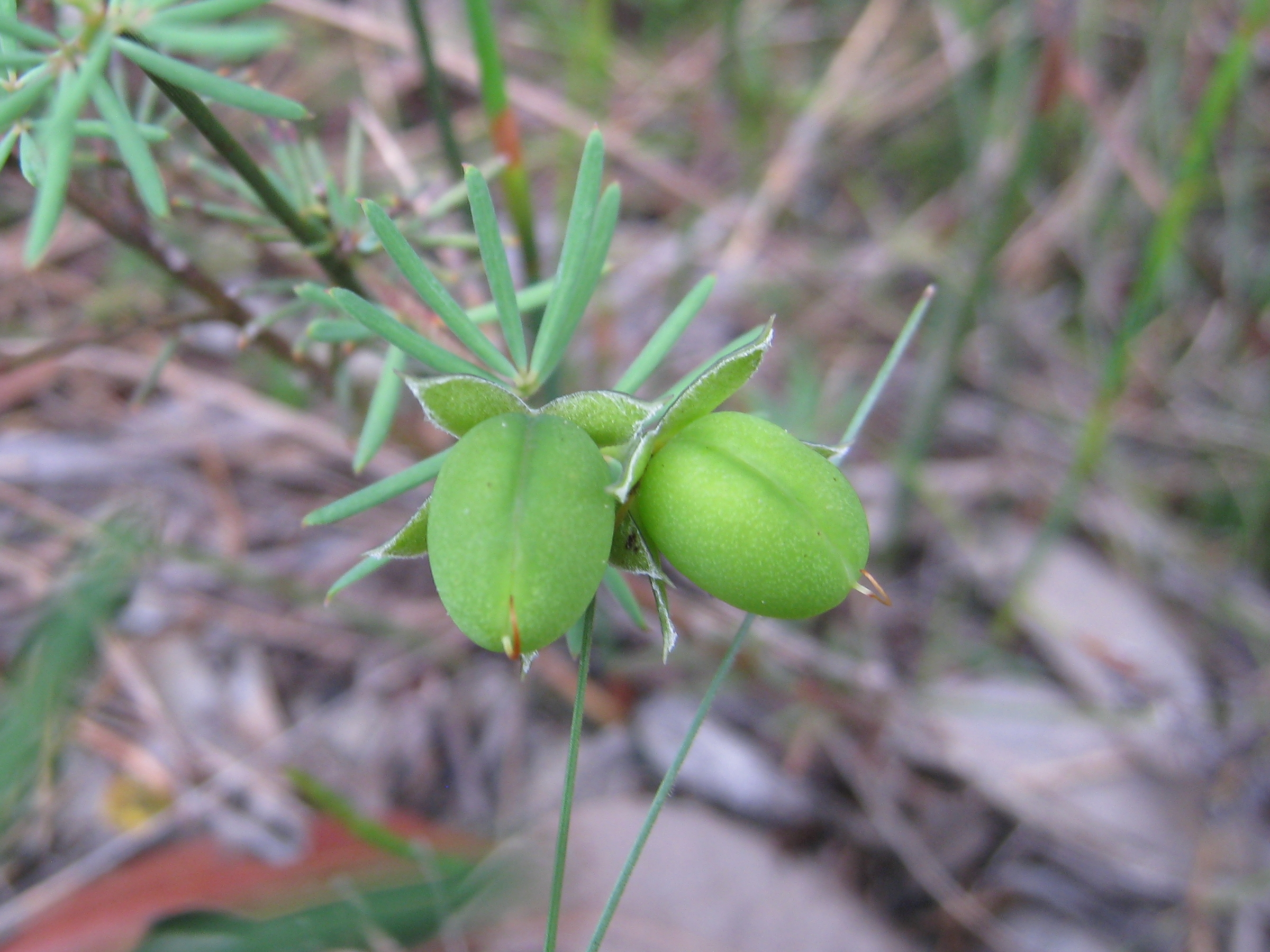